# Paul Cerutti
Paul Cerutti (30 de novembro de 1910 - 21 de setembro de 2000) foi um atirador monegasco. Participou de dois Jogos Olímpicos de Verão, 1972 e 1976, mas não ganhou medalhas. Quando participou dos Jogos de 1976, tornou-se o esportista monegasco mais velho a participar do evento, com 65 anos e 231 dias.